# FN3KRP
FN3KRP (англ. Fructosamine 3 kinase related protein) – білок, який кодується однойменним геном, розташованим у людей на короткому плечі 17-ї хромосоми. Довжина поліпептидного ланцюга білка становить 309 амінокислот, а молекулярна маса — 34 412.
| 10         |  | 20         |  | 30         |  | 40         |  | 50         |
| ---------- |  | ---------- |  | ---------- |  | ---------- |  | ---------- |
| MEELLRRELG |  | CSSVRATGHS |  | GGGCISQGRS |  | YDTDQGRVFV |  | KVNPKAEARR |
| MFEGEMASLT |  | AILKTNTVKV |  | PKPIKVLDAP |  | GGGSVLVMEH |  | MDMRHLSSHA |
| AKLGAQLADL |  | HLDNKKLGEM |  | RLKEAGTVGR |  | GGGQEERPFV |  | ARFGFDVVTC |
| CGYLPQVNDW |  | QEDWVVFYAR |  | QRIQPQMDMV |  | EKESGDREAL |  | QLWSALQLKI |
| PDLFRDLEII |  | PALLHGDLWG |  | GNVAEDSSGP |  | VIFDPASFYG |  | HSEYELAIAG |
| MFGGFSSSFY |  | SAYHGKIPKA |  | PGFEKRLQLY |  | QLFHYLNHWN |  | HFGSGYRGSS |
| LNIMRNLVK  |  |            |  |            |  |            |  |            |

A: Аланін

C: Цистеїн

D: Аспарагінова кислота

E: Глутамінова кислота

F: Фенілаланін

G: Гліцин

H: Гістидин

I: Ізолейцин

K: Лізин

L: Лейцин

M: Метіонін

N: Аспарагін

P: Пролін

Q: Глутамін

R: Аргінін

S: Серин

T: Треонін

V: Валін

W: Триптофан

Кодований геном білок за функціями належить до трансфераз, кіназ, фосфопротеїнів. 